# Rondonópolis
Rondonópolis (anciennement connue sous le nom de Rio Vermelho (rivière rouge)), est une municipalité de l'État du Mato Grosso au Brésil, la troisième plus grande de l'État. Sa population en 2012 est estimée à environ 202 000 habitants. La ville porte le nom de l'officier militaire et explorateur Cândido Rondon.
La mésorégion de Rondonópolis compte 526 445 habitants d'après les estimations de l’IBGE/2011.

## Géographie
La municipalité comprend le parc d'État Dom Osório Stoffel, d'une superficie de 6 422 hectares, créé en 2002. La rivière Vermelho (en) coule au sud du siège municipal et longe le nord de la frontière du parc d'État.
Les municipalités limitrophes de Rondonópolis sont : Juscimeira Poxoréo au nord, Itiquira au sud, São José do Povo et Pedra Preta à l'est et Santo Antonio do Leverger à l'ouest. La zone urbaine est délimitée par les rivières Vermelho et Arareau. La ville jouit d'une position privilégiée, étant située au carrefour des autoroutes BR-163 et BR-364 et bientôt reliée aux principaux ports du pays par chemin de fer grâce au Ferronorte.
Rondonópolis se situe à 210 km de la capitale de l'État Cuiabá.

## Maires
| Période | Période | Identité                        | Étiquette                 | Qualité |
| ------- | ------- | ------------------------------- | ------------------------- | ------- |
| 2009    | 2012    | José Carlos Junqueira de Araújo | PMDB                      |         |
| 2013    | 2016    | Percival Muniz                  | Mobilisation démocratique |         |

## Sport
La ville dispose de son propre stade, le Stade Engenheiro Luthero Lopes, dans lequel évoluennt les clubs de l'União Rondonópolis, du Rondonópolis EC, de Vila Aurora (football) et des Rondonópolis Hawks (football américain).